# Seth Wealing
Seth Wealing (Lafayette, 21 de noviembre de 1978) es un deportista estadounidense que compitió en triatlón. Ganó una medalla de plata en el Campeonato Mundial de Triatlón Campo a Través de 2011, y una medalla de bronce en el Campeonato Mundial de Xterra Triatlón de 2006.

## Palmarés internacional
| Campeonato Mundial | Campeonato Mundial           | Campeonato Mundial | Campeonato Mundial |
| Año                | Lugar                        | Medalla            | Prueba             |
| ------------------ | ---------------------------- | ------------------ | ------------------ |
| 2011               | Guijo de Granadilla (España) | Medalla de plata   | Individual         |

| Campeonato Mundial | Campeonato Mundial    | Campeonato Mundial | Campeonato Mundial |
| Año                | Lugar                 | Medalla            | Prueba             |
| ------------------ | --------------------- | ------------------ | ------------------ |
| 2006               | Maui (Estados Unidos) | Medalla de bronce  | Individual         |